# Lonchocarpus robustus
Lonchocarpus robustus är en ärtväxtart som beskrevs av Henri François Pittier. Lonchocarpus robustus ingår i släktet Lonchocarpus och familjen ärtväxter. Inga underarter finns listade i Catalogue of Life.